# Alchemilla lineata
Alchemilla lineata es una especie de planta del género Alchemilla, perteneciente a la familia Rosaceae.

## Taxonomía
Alchemilla lineata fue descrita por Robert Buser en 1894.

## Distribución
Se encuentra en el territorio de Europa central.